# Guzhen
För andra betydelser, se Guzhen (olika betydelser).
Guzhen, tidigare romaniserat Kuchen, är ett härad i staden Bengbu i provinsen Anhui i centrala Kina.
Häradet är indelat i åtta köpingar, tre socknar och en administrativ enhet på sockennivå.
Köpingar (zhen):

- Chengguan (城关镇)
- Haocheng (濠城镇)
- Hugou (湖沟镇)
- Liancheng (连城镇)
- Liuji (刘集镇)
- Renqiao (任桥镇)
- Wangzhuang (王庄镇)
- Xinmaqiao (新马桥镇)

Socknar (xiang):

- Shihu (石湖乡)
- Yangmiao (杨庙乡)
- Zhongxing (仲兴乡)

Områden på sockennivå:

- Guzhen Jingji Kaifaqu (ekonomisk utvecklingszon)
 (固镇经济开发区)